# پل گراهام (عکاس)
پل گراهام (انگلیسی: Paul Graham؛ زادهٔ ۱۹۵۶) عکاس، هنرمند، و آموزگار اهل بریتانیا است.
وی همچنین برندهٔ جوایزی همچون جایزه هاسلبلاد و کمک‌هزینه گوگنهایم شده‌است.